# Weil der Stadt
Weil der Stadt este un oraș din landul Baden-Württemberg, Germania.

## Personalități marcante

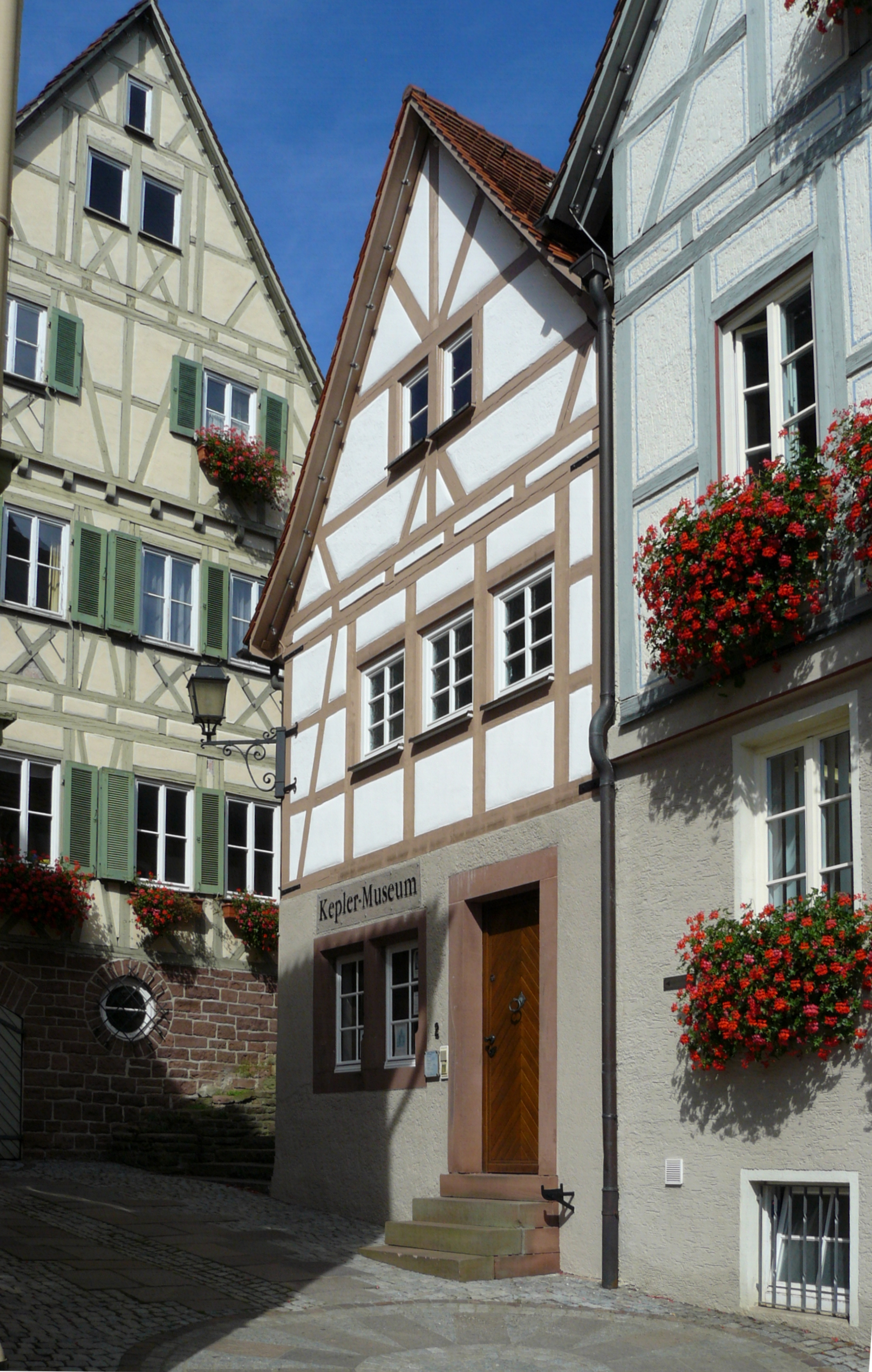
Weil der Stadt, muzeul Kepler, în casa unde s-a născut Johannes Keplers

- Johannes Kepler (1571 – 1630), matematician, astronom și naturalist german, care a formulat și confirmat legile mișcării planetelor (Legile lui Kepler).

1. ↑  Alle politisch selbständigen Gemeinden mit ausgewählten Merkmalen am 31.12.2018 (4. Quartal) (în germană), Statistisches Bundesamt[*], arhivat din original la 10 martie 2019, accesat în 10 martie 2019